# Liste von Kraftwerken in Tschechien
Die Kraftwerke in Tschechien werden sowohl auf einer Karte als auch in Tabellen (mit Kennzahlen) dargestellt. Die Liste ist nicht vollständig.

## Installierte Leistung und Jahreserzeugung
Laut CIA verfügte Tschechien im Jahr 2020 über eine (geschätzte) installierte Leistung von 22,485 GW; der Stromverbrauch lag bei 60,814 Mrd. kWh. Der Elektrifizierungsgrad lag 2020 bei 100 %. Tschechien war 2020 ein Nettoexporteur von Elektrizität; es exportierte 23,521 Mrd. kWh und importierte 13,368 Mrd. kWh.

## Karte
| Chvaletice |

| Dalešice |

| Dětmarovice |

| Dlouhé stráně |

| Dukovany |

| Hodonin |

| Kamýk |

| Kladno |

| Komořany |

| Ledvice |

| Lipno |

| Mělník |

| Opatovice |

| Orlík |

| Počerady |

| Poříčí |

| Prunéřov |

| Slapy |

| Štěchovice |

| Temelín |

| Tisová |

| Tušimice |

| Vřesová |

## Kernkraftwerke
Mit Stand Januar 2023 werden in Tschechien an 2 Standorten 6 Reaktorblöcke mit einer installierten Nettoleistung von zusammen 3934 MW betrieben. Der erste kommerziell genutzte Reaktorblock ging 1985 in Betrieb.
In Tschechien wurden 2011 in Kernkraftwerken insgesamt 26,7 Mrd. kWh (Netto) erzeugt; damit hatte die Kernenergie einen Anteil von 33 Prozent an der Gesamtstromerzeugung. Im Jahr 2021 wurden 29,045 Mrd. kWh erzeugt; damit betrug ihr Anteil 36,6 Prozent an der Gesamtstromerzeugung.
| Name     | Block | Reaktor- typ | Modell     | Status     | Leistung [MWe] | Leistung [MWe] | Therm. Leistung [MWt] | Bau- beginn | Erste Kritika- lität | Erste Netz- synchro- nisation | Kommer- zieller Betrieb (geplant) | Abschal- tung (geplant) | Ein- speisung [TWh] |
| Name     | Block | Reaktor- typ | Modell     | Status     | Netto          | Brutto         | Therm. Leistung [MWt] | Bau- beginn | Erste Kritika- lität | Erste Netz- synchro- nisation | Kommer- zieller Betrieb (geplant) | Abschal- tung (geplant) | Ein- speisung [TWh] |
| -------- | ----- | ------------ | ---------- | ---------- | -------------- | -------------- | --------------------- | ----------- | -------------------- | ----------------------------- | --------------------------------- | ----------------------- | ------------------- |
| Dukovany | 1     | PWR          | VVER V-213 | In Betrieb | 468            | 500            | 1444                  | 01.01.1979  | 12.02.1985           | 24.02.1985                    | 03.05.1985                        | –                       | 115,53              |
| Dukovany | 2     | PWR          | VVER V-213 | In Betrieb | 471 (420)      | 500            | 1444                  | 01.01.1979  | 23.01.1986           | 30.01.1986                    | 21.03.1986                        | –                       | 110,90              |
| Dukovany | 3     | PWR          | VVER V-213 | In Betrieb | 468 (420)      | 500            | 1444                  | 01.03.1979  | 28.10.1986           | 14.11.1986                    | 20.12.1986                        | –                       | 109,59              |
| Dukovany | 4     | PWR          | VVER V-213 | In Betrieb | 471 (420)      | 500            | 1444                  | 01.03.1979  | 01.06.1987           | 11.06.1987                    | 19.07.1987                        | –                       | 110,85              |
| Temelín  | 1     | PWR          | VVER V-320 | In Betrieb | 1027           | 1082           | 3120                  | 01.02.1987  | 11.10.2000           | 21.12.2000                    | 10.06.2002                        | –                       | 130,86              |
| Temelín  | 2     | PWR          | VVER V-320 | In Betrieb | 1029           | 1082           | 3120                  | 01.02.1987  | 31.05.2002           | 29.12.2002                    | 18.04.2003                        | –                       | 126,65              |

## Wärmekraftwerke
| Name        | Block      | Inst. Leistung (MW) | Typ / Brennstoff     | Status             | Anmerkung                                                                                            |
| ----------- | ---------- | ------------------- | -------------------- | ------------------ | --- |
| Chvaletice  | 1 bis 4    | 800                 | Braunkohle           | in Betrieb         | 4 × 200 MW                                                                                           |
| Dětmarovice | 1 bis 4    | 800                 | Steinkohle           | in Betrieb         | 4 × 200 MW                                                                                           |
| Hodonin     |            | 105                 | Braunkohle, Biomasse | in Betrieb         | |
| Kladno I    |            | 516                 | Braunkohle           | in Betrieb         | |
| Komořany    |            | 237                 | Braunkohle           | in Betrieb         | |
| Ledvice     | 1 bis 3, 5 | 550                 | Braunkohle           | stillgelegt        | 1 × 220 MW (stillgelegt 1998); 2 × 110 MW (stillgelegt 2013 und 2015); 1 × 110 MW (stillgelegt 1994) |
| Ledvice     | 4, 6       | 770                 | Braunkohle           | in Betrieb         | 1 × 110 MW; 1 × 660 MW                                                                               |
| Mělník I    | 1 bis 6    | 352                 | Braunkohle           | in Betrieb         | |
| Mělník II   | 1 bis 2    | 220                 | Braunkohle           | stillgelegt (1998) | |
| Mělník II   | 3 bis 4    | 220                 | Braunkohle           | in Betrieb         | |
| Mělník III  | 1          | 500                 | Braunkohle           | in Betrieb         | |
| Opatovice   | 1 bis 6    | 363                 | Kohle                | in Betrieb         | |
| Počerady    | 1          | 200                 | Braunkohle           | stillgelegt        | 1 × 200 MW (stillgelegt 1994)                                                                        |
| Počerady    | 2 bis 6    | 1000                | Braunkohle           | in Betrieb         | 5 × 200 MW                                                                                           |
| Poříčí      |            | 165                 | Braunkohle           | in Betrieb         | |
| Prunéřov    | 1 bis 8    | 1080                | Braunkohle           | stillgelegt        | 2 × 110 MW (stillgelegt 1992); 4 × 110 MW (stillgelegt 30. Juni 2020); 2 × 210 MW (stillgelegt 2016) |
| Prunéřov    | 9 bis 11   | 750                 | Braunkohle           | in Betrieb         | 3 × 250 MW                                                                                           |
| Tisová      |            | 296                 | Braunkohle           | in Betrieb         | |
| Trmice      |            | 469                 | Kohle                | in Betrieb         | |
| Tušimice II | 1 bis 4    | 800                 | Braunkohle           | in Betrieb         | 4 × 200 MW                                                                                           |
| Vřesová     |            | 370                 | Erdgas               | in Betrieb         | |

1. 1 2 3 4 5  Es handelt sich um ein Heizkraftwerk.

## Wasserkraftwerke
In der Tabelle sind nur Wasserkraftwerke mit einer installierten Leistung > 10 MW aufgeführt.
| Name des Kraftwerks | Inst. Leistung (MW) | Fluss   | Status     |
| ------------------- | ------------------- | ------- | ---------- |
| Dalešice            | 450                 | Jihlava | in Betrieb |
| Dlouhé stráně       | 650                 | Desná   | in Betrieb |
| Kamýk               | 48                  | Moldau  | in Betrieb |
| Lipno I             | 120                 | Moldau  | in Betrieb |
| Nechranice          | 10                  | Eger    | in Betrieb |
| Slapy               | 144                 | Moldau  | in Betrieb |
| Štěchovice          | 67,5                | Moldau  | in Betrieb |
| Vrané               | 13,88               | Moldau  | in Betrieb |
| Vranov              | 16,2                | Thaya   | in Betrieb |

1. 1 2 3  Es handelt sich um ein Pumpspeicherkraftwerk.

## Windkraftanlagen
2019 und unverändert bis Ende 2023 waren in Tschechien Windkraftanlagen (WKA) mit einer installierten Leistung von 337 MW in Betrieb, 2024 waren es 371 MW. Frühere Leistungen waren 2013: 269 MW und 2018: 334 MW. 2019 bis 2024 lieferte Windenergie jeweils etwa 1 % des jährlichen tschechischen Strombedarfs.